# Euphorion
Euphorion è una rivista scientifica di storia della letteratura riguardante l'intero ambito della filologia tedesca.
È pubblicata dalle edizioni Universitätsverlag Carl Winter ed è diretta da Wolfgang Adam. Il titolo trae origine dal Faust di Goethe poiché tale è il nome del figlio di Elena e Faust e rappresenta il legame della tradizione antica con quella tedesca.